# A páciens (Agatha Christie-színdarab)
A páciens (The Patient) Agatha Christie 1961-ben bemutatott színdarabja.
Része az Ökölszabály (Rule of Thumb) című színdarabgyűjteménynek, mely három egyfelvonásos darabból áll: Darázsfészek (The Wasp's Nest), Patkányok (Rats), A páciens (The Patient). 
Ezen felül része a Hármasszabály (The Rule of Three) színdarabgyűjteménynek is, mely a következő három egyfelvonásos színdarabot foglalja magába: Tengerparti délután (Afternoon at the Seaside), Patkányok (Rats), A páciens (The Patient).
A Hármasszabály ősbemutatóját 1961-ben tartották, mely először körbeturnézta az Egyesült Királyságot, majd 1962-ben a West End-i Duchess Theatre-ben talált magának otthonra.
Színpadon Magyarországon még nem került bemutatásra.

## Szereplők
- Lansen
- Ápolónő
- Dr. Ginsberg
- Cray felügyelő
- Bryan Wingfield
- Emmeline Ross
- William Ross
- Brenda Jackson
- A páciens

## Szinopszis
Mrs. Wingfield, egy ápolásra szoruló, beteg asszony szörnyű baleset áldozata lesz: lezuhan szobájának erkélyéről, és habár életben marad, teljesen lebénul, még megszólalni sem tud. Az ügy azonban egyáltalán nem olyan egyszerű, mint aminek látszik: Cray felügyelő gyilkossági kísérletre gyanakszik.
Az eset időpontjában négy személy tartózkodott a házban: a Páciens férje, Bryan Wingfield, és a titkárnője, Brenda Jackson; valamint a Páciens testvérei: Emmeline és William. Mivel mindnyájuknak van alibijük, és tagadják a bűntényt, a Felügyelő Ginsberg doktor és Bond Nővér segítségével különös kísérletet készít elő: egy készülék segítségével fel tudják venni a kapcsolatot Mrs. Wingfield-el, aki egy jelzőfényt működtetve „igen-nem” válaszokkal tud felelni.
Az a szokatlan helyzet áll elő, hogy az áldozat tölti be a koronatanú szerepét is, ugyanis mint kiderül, Mrs. Wingfield tudja, hogy szándékosan lelökték az erkélyről, sőt, a tettest is látta! A kísérlet során a szobában jelenlévő négy gyanúsított lélegzetvisszafojtva figyeli, amint a Páciens betűzni kezdi a támadója nevét: B... A név további része azonban egyelőre rejtély marad, mert a beteg állapota összeomlik, és pihenésre van szüksége. Vajon kire utalhat a „B” betű? A férjére, Bryanra? A titkárnőre, Brendára? Esetleg a Páciens öccsére, Bob Rossra?
A négy gyanúsított közti vádaskodás során fény derül egy szerelmi háromszögre is: Mr. Wingfield már jó ideje viszonyt folytat a titkárnőjével, Brendával. Ezt Emmeline bizonyítani is tudja a ház előszobájában a váza alatt talált szerelmes levéllel, melyben Bryan annyit írt, hogy: „Drágám, vigyáznunk kell, szerintem gyanakszik”. Amint a gyanúsítottak egy időre elhagyják a betegszobát, fény derül arra, hogy az egész csak egy színjáték volt: a Páciens már napokkal ezelőtt visszanyerte beszédképességét, és habár a támadóját valójában nem látta, az bizonyos, hogy a kísérlet miatt megfélemlített tettes újra le fog csapni, mihelyt lehetősége nyílik rá.
A Felügyelő és Ginsberg doktor tehát csapdát állítottak, ahol a csalétek maga Mrs. Wingfield. Nem is kell sokat várni, és a Páciens elsötétített szobájába egy sötét alak lopódzik be egy fecskendővel: Bond Nővér az, a Páciens ápolója. Hamarosan az is kiderül, hogy valójában ő volt Bryan Wingfield szeretője, és a váza alatti levél is neki szólt.